# Jüdischer Friedhof (Oberlahnstein)

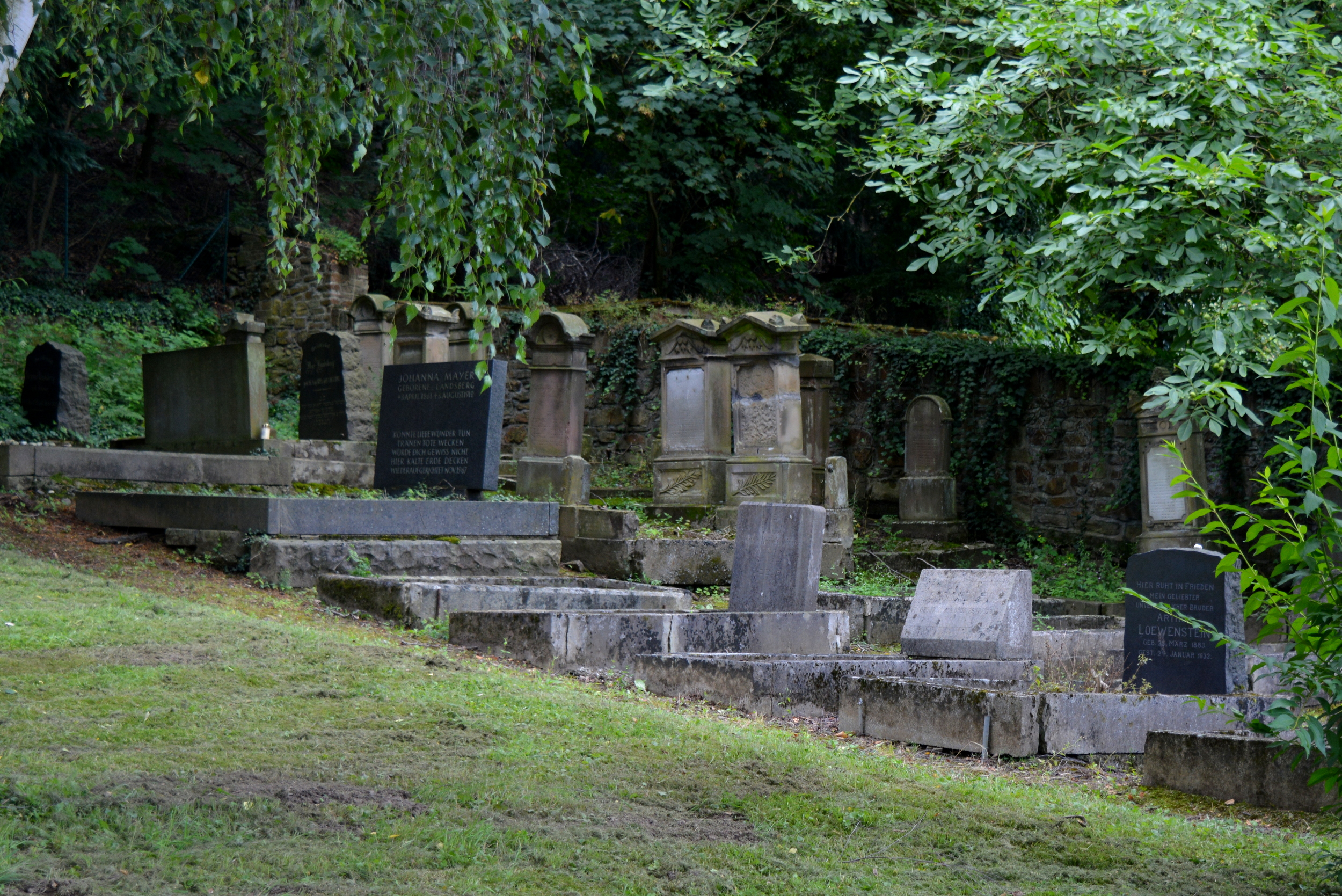
Jüdischer Friedhof in Oberlahnstein

Der Jüdische Friedhof in Oberlahnstein, einem Stadtteil von Lahnstein im Rhein-Lahn-Kreis in Rheinland-Pfalz, wurde vermutlich 1732 angelegt. Der jüdische Friedhof ist ein geschütztes Kulturdenkmal.
Der alte Friedhofsteil liegt auf einem Grundstück am Hang oberhalb des neuen, 1877 angelegten Friedhofsteils.
Auf dem 9,72 Ar großen Friedhof sind noch 35 Grabsteine erhalten. Das Friedhofsgelände wird von einer Bruchsteinmauer umgeben.